# Guapotá
Guapotá est une municipalité colombienne située dans le département de Santander.